# 蓬唐诺戈
蓬唐诺戈（法語：Pont-en-Ogoz，法語發音：[pɔ̃.t‿ɑ̃.n‿ɔɡo]）是瑞士弗里堡州的一个市镇，位於該國西部，面積10.02平方公里，海拔高度726米，截至2018年12月31日总人口为1,824人。
46°41′N 7°05′E / 46.68°N 7.08°E
1. ↑  . 瑞士联邦统计署.   [2019年1月13日].
2. ↑  . 瑞士联邦统计署. 2019年4月9日  [2019年4月11日].